# Gare de Mont-Notre-Dame
Gare de Mont-Notre-Dame vasútállomás Franciaországban, Mont-Notre-Dame településen.

## Vasútvonalak
Az állomást az alábbi vasútvonalak érintik:
- Trilport-Bazoches-vasútvonal

## Kapcsolódó állomások
A vasútállomáshoz az alábbi állomások vannak a legközelebb: